# تقلید بیتسی
تقلید بیتسی (به انگلیسی: Batesian mimicry)، شکلی از تقلید است که در آن گونه‌ای بی‌آزار تکامل یافته است تا سیگنال‌های هشدار گونه‌ای زیان‌آور را به سمت شکارچی هر دو گونه تقلید کند. این نام به افتخار طبیعت‌شناس انگلیسی هنری والتر بیتس، پس از کار او بر روی پروانه‌ها در جنگل‌های بارانی برزیل گرفته شده است.

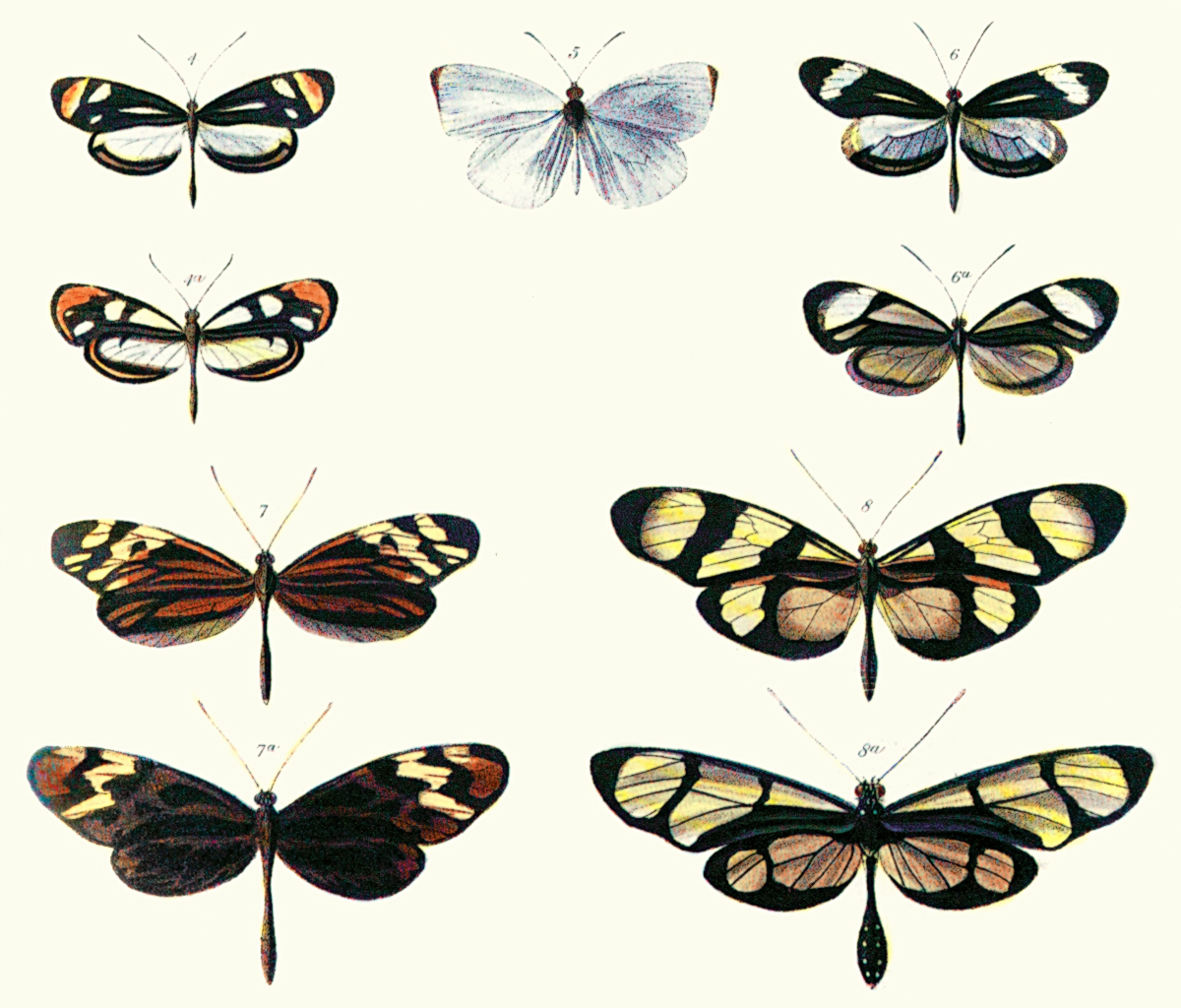
صفحه عکسی از بیتس 1861، نشان دهنده تقلید بیتس برون‌گونه‌ای والوچگرهای دیسمورفیا (ردیف بالا و ردیف سوم) و انواع Iشه‌پروانه‌ایان ایثومینی (فرچه‌پایان) (ردیف‌های دوم و پایین). یک گونه غیربیتسی، Pseudopieris nehemia ، در مرکز قرار دارد.

## نگارخانه

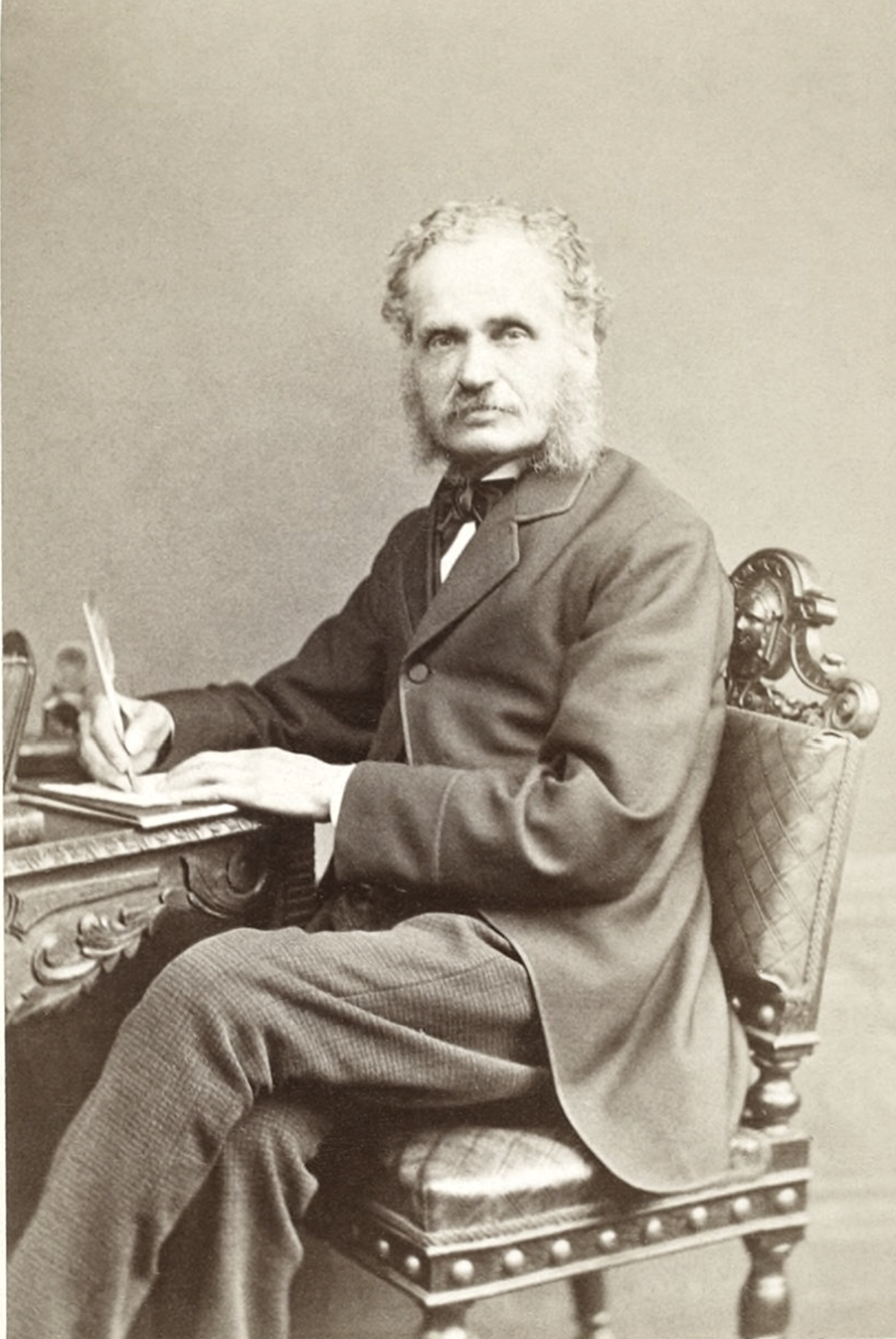
هنری والتر بیتس در سال 1861 شکل تقلید را توصیف کرد که نامش را به خود اختصاص داده است.
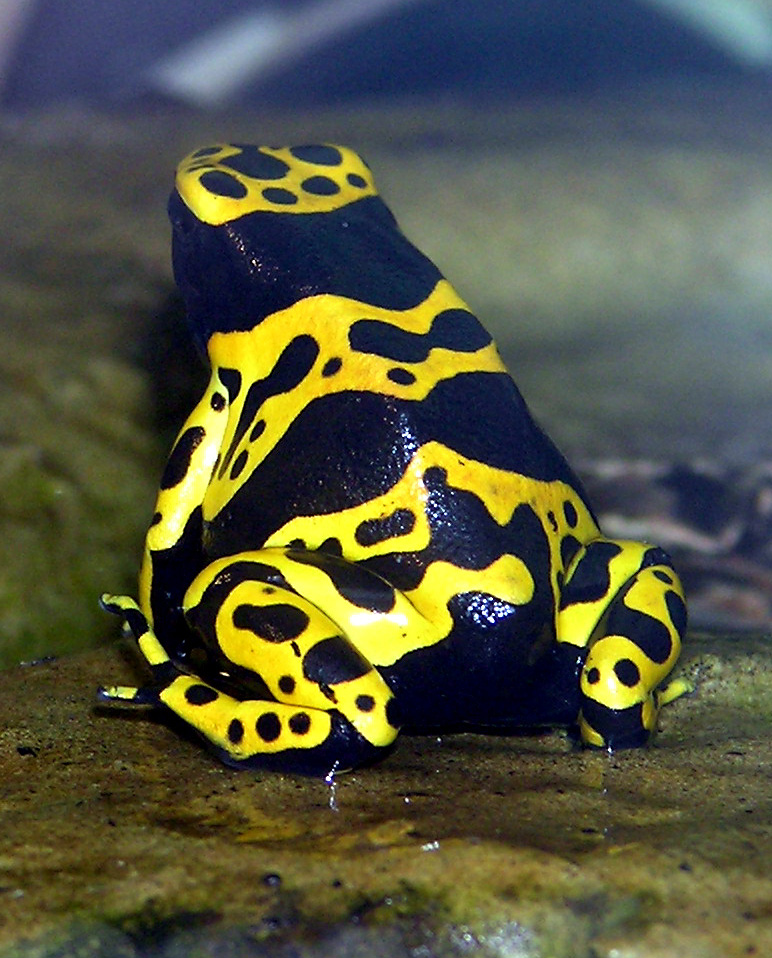
قورباغه زهرآگین نوارزرد) رنگ هشدار آشکار دارد.
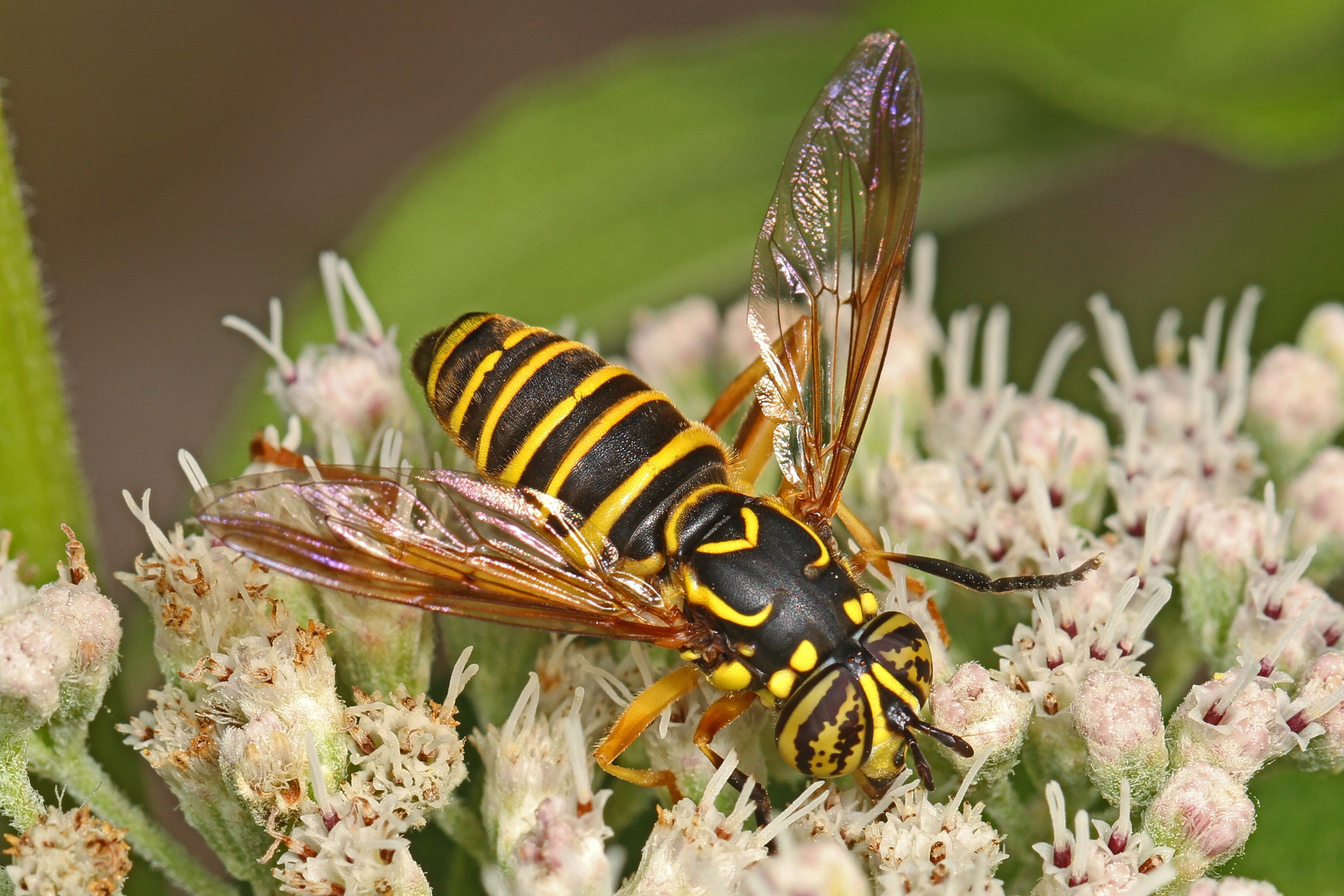
مگس Spilomyia longicornis یک تقلید بیتسی ناقصی از زنبورها است که بدون آنتن بلند و کمر زنبور است.